# ديميتريوس ليمنيوس
ديميتريوس ليمنيوس (مواليد 27 مايو 1998) هو لاعب كرة قدم يوناني يلعب في مركز الجناح في نادي كولن.

## روابط خارجية
- ديميتريوس ليمنيوس على موقع الاتحاد الدولي (مؤرشف)  (الإنجليزية)
- ديميتريوس ليمنيوس على موقع الاتحاد الأوربي (الإنجليزية)
- ديميتريوس ليمنيوس على موقع إي إس بي إن إف سي (الإنجليزية)
- ديميتريوس ليمنيوس على موقع قاعدة بيانات كرة القدم.إي يو (الإنجليزية)
- ديميتريوس ليمنيوس على موقع ناشيونال فوتبول تيمز (الإنجليزية)
- ديميتريوس ليمنيوس على موقع Soccerway.com (الإنجليزية)
- ديميتريوس ليمنيوس على موقع عالم كرة القدم.نت (الإنجليزية)